# Quận Gallatin, Montana
Quận Gallatin là một quận thuộc tiểu bang Montana, Hoa Kỳ.
Quận này được đặt tên theo. Theo điều tra dân số của Cục điều tra dân số Hoa Kỳ năm 2000, quận có dân số người, dân số năm 2010 là 89.513 người. Quận lỵ đóng ở Bozeman6, nơi có Đại học bang Montana.

## Địa lý
Theo Cục điều tra dân số Hoa Kỳ, quận có diện tích 6817 km2, trong đó có 67 km2 là diện tích mặt nước.

## Thông tin nhân khẩu
Theo điều tra dân 2 năm 2000, quận này đã có dân số 67.831 người, 26.323 hộ gia đình, và 16.188 gia đình sống trong quận hạt. Mật độ dân số là 26 người trên một dặm vuông (10/km ²). Có 29.489 đơn vị nhà ở với mật độ trung bình là 11 trên một dặm vuông (4/km ²). Thành phần chủng tộc của cư dân sinh sống trong quận gồm chủng tộc của quận là:
96,20% người da trắng 
0,23% da đen hay Mỹ gốc Phi 
0.88% người Mỹ bản xứ 
0.89% châu Á 
0,06% đảo Thái Bình Dương 
0,54% từ các chủng tộc khác 
1,19% từ hai hoặc nhiều chủng tộc 
1,54% dân số là người Hispanic hay Latino thuộc một chủng tộc nào. 23,7% là người gốc Đức, Ailen 11,2%, 10,4% tiếng Anh, Na Uy 9,0% và 5,5% gốc Mỹ theo điều tra dân số năm 2000.
Có 26.323 hộ, trong đó 29,70% có trẻ em dưới 18 tuổi sống chung với họ, 51,80% là đôi vợ chồng sống với nhau, 6,60% có một chủ hộ nữ và không có chồng, và 38,50% là không lập gia đình. 24,10% hộ gia đình đã được tạo ra từ các cá nhân và 5,70% có người sống một mình65 tuổi hoặc cao hơn. Cỡ hộ trung bình là 2,46 và cỡ gia đình trung bình là 2,94.
Trong quận cơ cấu độ tuổi dân cư được trải ra với 22,00% dưới độ tuổi 18, 18,50% 18-24, 30,40% 25-44, 20,60% từ 45 đến 64, và 8,50% từ 65 tuổi trở lên người. Độ tuổi trung bình là 31 năm. Đối với mỗi 100 nữ có 108,30 nam giới. Đối với mỗi 100 nữ 18 tuổi trở lên, đã có 108,70 nam giới.
Thu nhập trung bình cho một hộ gia đình trong quận đạt mức USD 38.120, và thu nhập trung bình cho một gia đình là USD 46.639. Phái nam có thu nhập trung bình USD 30.866 so với 21.330 USD đối với phái nữ. Thu nhập bình quân đầu người là 19.074 USD. Có 6,30% gia đình và 12,80% dân số sống dưới mức nghèo khổ, bao gồm 10,50% những người dưới 18 tuổi và 5,60% của những người 65 tuổi hoặc cao hơn.